# Corrent de Humboldt
El corrent de Humboldt, també anomenat Corrent de Perú, és un corrent oceànic fred i de baixa salinitat que flueix cap al nord per la costa occidental d'Amèrica del Sud. És un corrent límit oriental que flueix en direcció a l'equador, i s'estén entre els 500 i els 1.000 km a la vora del mar.
Va ser descobert pel científic espanyol José d'Acosta (1540-1600) en la seva Història natural i moral de les Índies (1590), i descrit pel naturalista alemany Alexander von Humboldt a la seva obra Viatge a les regions equinoccials del Nou Continent (París, 1807).
El corrent de Humboldt rep el nom del naturalista prussià Alexander von Humboldt. El 1846, von Humboldt va informar de les mesures del corrent d'aigua freda al seu llibre Cosmos.
El corrent s'estén des del sud de Xile (~ 45è paral·lel sud) fins al nord del Perú (~ 4t paral·lel sud), on les aigües fredes i sensuals s'entrecreuen aigües tropicals càlides per formar el front equatorial. Les temperatures de la superfície del mar a la costa del Perú, al voltant del cinquè paral·lel sud, arriben a temperatures tan baixes com a 16 ° C (61 ° F). Aquesta és una característica poc comú de les aigües tropicals, ja que la majoria d'altres regions presenten temperatures superiors als 25 ° C (77 ° F). El malestar aporta nutrients a la superfície, que donen suport al fitoplàncton i en última instància augmenten la productivitat biològica.
El corrent de Humboldt és un ecosistema altament productiu. És el sistema actual de frontera oriental més productiu. Suposa aproximadament entre el 18 i el 20% de les captures de peixos marins mundials. Les espècies són majoritàriament pelàgiques: sardines, anxoves i verat. L'elevada productivitat del sistema admet altres recursos pesquers importants, així com mamífers marins (otàrids i cetacis) i aus marines. Periòdicament, l'augment que impulsa la productivitat del sistema és interromput per l'esdeveniment El Niño-Oscil·lació Sud (ENSO), sovint amb grans impactes socials i econòmics.
Humboldt té una influència de refredament considerable sobre el clima de Xile, Perú i l'Equador. També és principalment responsable de l'aridesa del desert d'Atacama al nord de Xile i zones costaneres del Perú i també de l'aridesa del sud de l'Equador. L'aire marí es refreda pel corrent i, per tant, no és propici per a generar precipitacions (tot i que es produeixen núvols i boira).

## Oceanografia física

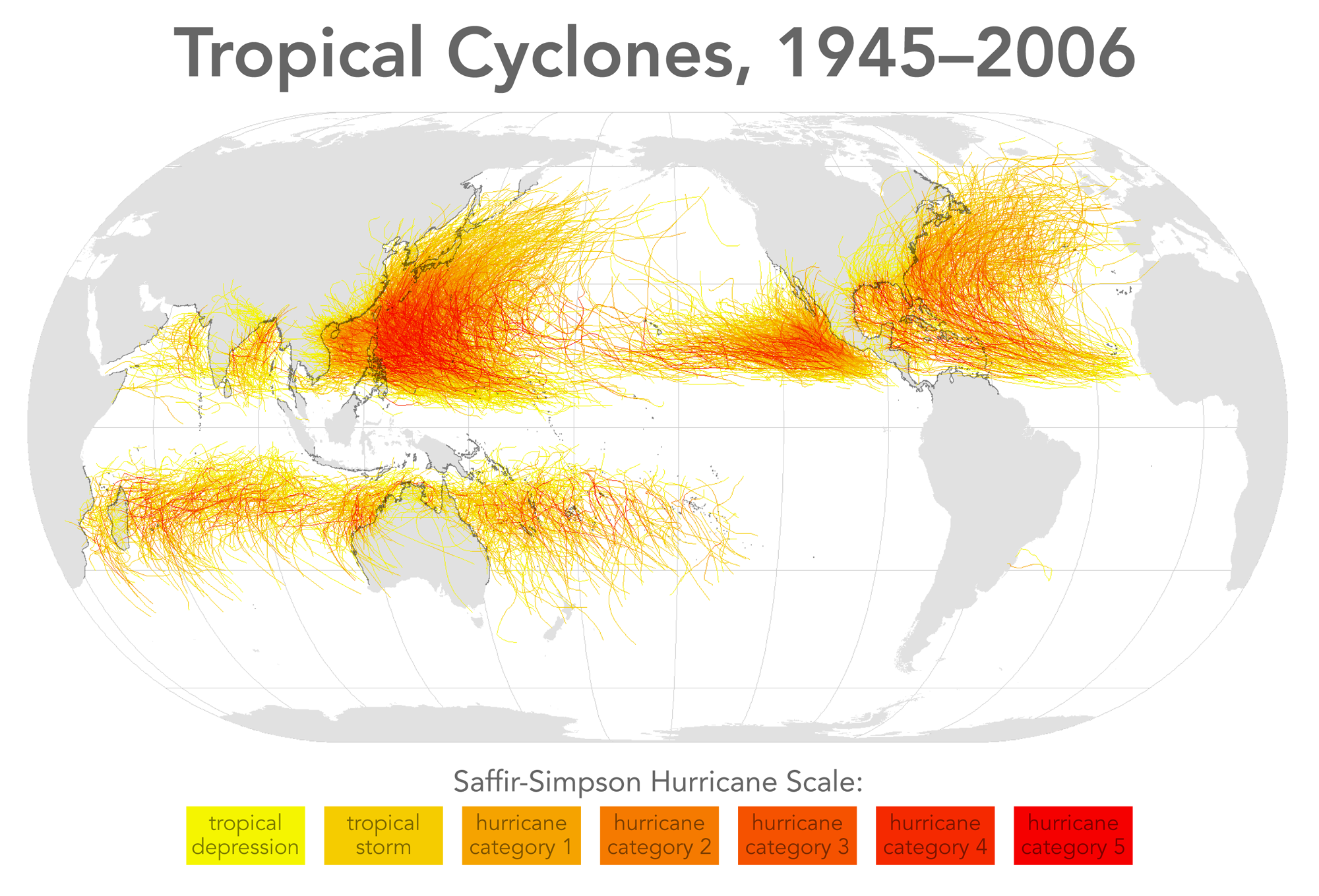
La presència del corrent de Humboldt i la seva cisalla de vent associada impedeix la formació de ciclons tropicals a la zona. (Pistes de ciclons tropicals mundials, 1945–2006.)

Els vents alisis són els principals motors de la circulació actual de Humboldt. La variabilitat d'aquest sistema es basa en els desplaçaments latitudinals entre la zona convergent intertropical i els vents comercials del nord. Els canvis a la part alta del Pacífic Sud a les latituds mitjanes, així com les tempestes ciclòniques i el moviment del sud dels vents de l'oest cap al sud també contribueixen als canvis del sistema. La variabilitat atmosfèrica davant del centre de Xile es veu agreujada per l'agreujament dels sistemes costaners de baixa pressió atrapats entre la capa límit marina i les muntanyes costaneres. Aquest és un problema atmosfèric destacat del 27è paral·lel sud al 42è paral·lel sud.
El corrent de Humboldt, que ocupa l'oceà superior, flueix a l'equador portant aigua superficial subàrtica fresca i freda cap al nord, pels voltants del gir subtropical. El principal cabal de l'actualitat exterior al sud del Perú, ja que una extremitat més feble continua fluint cap a l'equador. Al voltant del 18è paral·lel al sud, les aigües fredes i amb poca salinitat comencen a barrejar-se amb les aigües superficials subtropicals càlides i de gran salinitat. Aquesta col·lisió provoca subduccions parcials. Dins d'aquesta regió, el subcorrent equatorial (EUC) flueix cap a l'est al llarg de l'equador, alimentant el subcorrent de Perú-Xile (PCU) que es desplaça a la dreta.Fora de la costa del centre de Xile, hi ha una zona de transició costanera (CTZ), que es caracteritza per una alta energia cinètica d'angoixa. Aquesta energia forma remolins a més escala que s'estenen entre 600 i 800 km (370-500 milles) en alta mar. El CTZ té tres regions diferents dins dels seus límits:
1. concentracions altes de clorofil·la a àmplies regions de la costa del Perú (10-15 ° S),

1. altes concentracions de clorofil·la a àmplies regions de la costa de Xile (30 ° S) i

1. altes concentracions de clorofil·la a estretes regions de la costa del nord de Xile (Montecino i Lange 2008). Generalment es troben concentracions elevades de clorofil·la a 50 km de la costa.[1]

L'extremitat de l'HCS que ve a la costa del Perú crea una disminució de la ventilació dins del sistema. Aquesta manca de ventilació és el motor principal d'una zona mínima d'oxigen intensa (OMZ) que es forma a la sub-superfície fins a profunditats intermèdies. Al nord, la UEC ventila l'OMZ, i al sud, la PCU advina les aigües baixes d'oxigen cap al sud cap al nord de Xile. Aquesta OMZ és la quarta zona hipòxica permeant més gran dels oceans del món. Ocupa una superfície d'uns 2,18 ± 0,66 × 106 km3. El nucli d'aquesta zona està centrat fora del Perú, creant un límit superior superficial que arriba des d'uns 100 m fins a 600 m. Un altre factor que contribueix a l'OMZ és l'enfonsament i la deterioració dels recursos productius primaris.
En conseqüència, l'OMZ obliga a molts organismes a romandre prop de la superfície on es puguin obtenir nutrients i oxigen. La presència d'una OMZ superficial restringeix la migració del zooplàncton dins de la columna d'aigua. Entre els 0 i els 600 m, moltes espècies de zooplàncton ocupen aquest espai dins de l'OMZ. Això permet un intercanvi substancial de carboni entre la capa eufòpia i l'OMZ. El 75% del total de biomassa del zooplàncton es desplaça dins i fora de la OMZ. L'OMZ també serveix de refugi per als organismes que poden viure en condicions hipòxiques.
L'augment costaner és el principal factor que contribueix a l'alta productivitat biològica del corrent de Humboldt. El funcionament actual no és uniforme en tot el sistema. Aquest corrent produeix tres subsistemes d'habitatge notables:
1. l'augment estacional a Xile només durant la primavera i l'estiu, a causa del desplaçament del centre subtropical d'alta pressió durant el període gener-març,

1. "ombra" positiva que és menys productiva, però encara gran al nord de Xile i al sud del Perú i

1. foment durant tot l'any a Perú.[1] L'ombra ascendent identificada entre els 35 ° S i els 15 ° S és causada pel gir subtropical oligotròfic que afecta a la costa. Això crea una zona acollidora estreta, però molt productiva.[1]

## Productivitat biològica
A causa de les zones que ocupen el corrent de Humboldt, la diversitat biològica és extremadament alta. El corrent de Humboldt es considera un ecosistema de classe I, altament productiu (> 300 gC / m2 / any). El corrent acull una àmplia gamma d'organismes que inclouen diverses espècies de plàncton, mol·luscs, eriçons de mar, crustacis, peixos i mamífers marins. La xarxa d'aliments comença amb el fitoplàncton. Les condicions del corrent de Humboldt són primordials perquè aquests organismes prosperin. Això provoca un efecte en cascada en què s'organitzen organismes cada cop més grans a la zona.

## Pesca
El corrent Humboldt produeix algunes de les pesqueries comercials amb més èxit del món Les principals captures inclouen: sardines, anxoves, verat, lluç i calamars. Tres grans poblacions d'anxoveta es distribueixen entre 4 ° S i 42 ° S dins de l'HCS. La pesca nord-central del Perú es compon principalment d'un estoc d'anxova. Les sardines, el bis i el bonítol també són captures habituals, però no tan destacades, al Perú. El sud del Perú i el nord de Xile acullen una important pesca de sardines. Altres existències comunes inclouen: un segon estoc d'anxova, sorell, tonyina i peix espasa. L'anxoveta, la verat i la sardina són les principals accions comercials al centre de Xile.
L'anxoveta es troba a les aigües recentment subterrànies, a prop de la costa. Les sardines, en canvi, es troben normalment més a la vora del mar. El funcionament de la temporada té un paper fonamental en els comportaments de la generació de sardines i anxoves. En generar la fi de l'hivern, es millora molt la supervivència dels ous i les larves. Això es deu a l'afectació moderada, que provoca una menor turbulència, així com un debilitament de la deriva Ekman al mar. Aquestes dues espècies experimenten canvis de població relacionats amb els canvis climàtics i esdeveniments ambientals com El Niño. Això es deu als canvis en la disponibilitat d'hàbitat de cada espècie. L'anxoveta és un component important en les dietes de mamífers marins, aus marines i peixos més grans. Els canvis en aquestes poblacions provoquen en última instància un canvi en el processament d'energia a l'HCS.
El sorell és el segon més gran de la pesca a les HCS. Igual que amb l'anxova al Perú, es creu que aquesta espècie estava formada per un sol estoc. El sorell és una espècie que s'alça. Això significa que l'espècie es troba dins i fora de la zona exclusiva econòmica de 200 milles. El sorell es va convertir en una pesca important als anys setanta per alleujar la pressió que es va imposar sobre el brou d'anxova. Durant els anys vuitanta, però, el sorell va disminuir en la grandària de la població a causa de la mala contractació i la sobrepesca. El 1998 es van imposar restriccions a la pesca del sorell que van provocar el retrocés de la població. Des del 2002, la població del sorell es troba en plena explotació.
Entre 1993-2008, la pesca de lluç al Perú va disminuir significativament. Això es va deure a la sobrepesca, l'estrès ambiental i la disminució de la capacitat de reproducció. La població xilena de lluç al centre-sud de la captura de Xile va superar les 100.000 tones i va baixar a les 40.000 tones el 2007.

## Influència d'El Niño

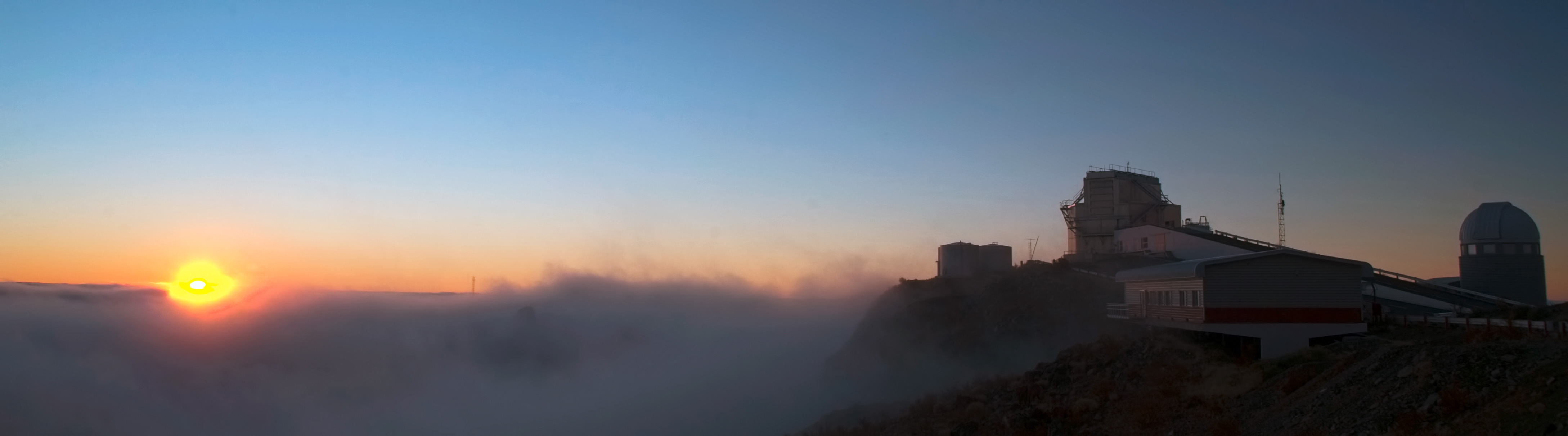
La Silla es troba als afores del sud del desert d'Atacama, un dels llocs més secs de la Terra, pot ser una sorpresa veure fruit de les formacions de núvols del corrent de Humboldt.

La productivitat de la Corrent de Humbdolt es veu fortament afectada pels esdeveniments de El Niño i La Niña. Durant un esdeveniment d'El Niño, la termoclina i la zona superior de l'OMZ aprofundeixen fins a més de 600 m. Això provoca una pèrdua de nitrogen i una disminució de l'exportació de carboni. El Niño també fa que els corrents augmentin en velocitat. Durant els anys que no són del Niño, la productivitat és molt elevada a causa dels alts continguts de nutrients, el reciclatge de nitrogen mitjançant processos com desnitrificació, augment de l'exportació de carboni i remineralització.
Durant els esdeveniments d'El Niño, l'abundància i la distribució de peixos es veuen afectats de manera significativa, sovint provocant escletxes d'estoc i impactes econòmics i socials en cascada. Aquests esdeveniments han provocat canvis seqüencials, on sardines i anxoves s'han substituït de forma periòdica com a espècie dominant de l'ecosistema. Aquests canvis d'espècies poden tenir conseqüències negatives per a la indústria pesquera i les economies dels països que pesquen el sistema. La pesca d'anxova al Perú va créixer durant els anys seixanta. El 1970, es va reportar que les captures superaven els 12 milions de tones anuals. Això va representar el 20% de les captures mundials. Un esdeveniment a El Niño es va produir durant el 1972 i va provocar que la població de l'anxova es col·lapsés. No obstant això, les poblacions de sardina van experimentar un augment dramàtic en els propers 15-20 anys. En conseqüència, la pesca de sardines va créixer en aquest "canvi de règim".